# Adults in the Room
Adults in the Room è un film del 2019 scritto, diretto e co-montato da Costa-Gavras. È il primo film del regista greco ad essere girato nel suo paese d'origine.
È tratto dal libro del 2017 Adulti nella stanza: La mia battaglia contro l'establishment dell'Europa di Gianīs Varoufakīs, sulla crisi economica della Grecia e il relativo referendum consultivo del 2015.

## Trama
Nel 2015, dopo la vittoria di Syriza alle elezioni legislative greche del 2015, il ministro delle finanze Gianīs Varoufakīs viene incaricato dal primo ministro Aléxis Tsípras di negoziare un nuovo accordo sul memorandum d'intesa firmato dal precedente governo con la Troika. Tuttavia, durante le successive riunioni dell'Eurogruppo, le proposte di Varoufakīs ricevono un secco rifiuto. Di fronte alle costanti minacce di espulsione della Grecia dall'Eurozona Tsípras decide di firmare il memorandum, così di fatto andando contro il 62% della popolazione greca che lo ha rifiutato votando "no" in un apposito referendum. Varoufakīs si dimette solo cinque mesi dopo aver assunto la carica.

## Distribuzione
Il film è stato presentato in anteprima il 31 agosto 2019 alla 76ª Mostra internazionale d'arte cinematografica di Venezia, fuori dal concorso principale.